# Pyhäjärvi (sjö i Finland, Lappland, lat 66,83, long 26,48)
Pyhäjärvi är en sjö i Finland. Den ligger i kommunen Rovaniemi i landskapet Lappland, i den norra delen av landet, 700 km norr om huvudstaden Helsingfors. Pyhäjärvi ligger 208,9 meter över havet. Den är 11,5 meter djup. Arean är 2,16 kvadratkilometer och strandlinjen är 13,88 kilometer lång. Sjön  ingår i Kemi älvs huvudavrinningsområde.   
I övrigt finns följande i Pyhäjärvi:
- Kotasaari (en ö)

I övrigt finns följande vid Pyhäjärvi:
- Yli Naarmajärvi (en sjö)